# とんとろとん
とんとろとん（1983年12月23日 - ）は、日本の俳優、写真家。写真家としては本名の内堀 義之（うちぼり よしゆき）で活動している。東京都出身。ブレス・チャベス事業部所属。

## 来歴・人物
2006年3月、大阪芸術大学芸術学部映像学科を卒業。卒業制作として監督した短編映画『ぬか床』が第12回ハンブルク日本映画祭に招待され、2006年にはシネマアートン下北沢で劇場公開される。
監督及び美術スタッフとして将来を嘱望されていたが、自身のユニークなキャラクターが次第に評判となり、『剥き出しにっぽん』（第29回ぴあフィルムフェスティバル・グランプリ、石井裕也監督作品）で映画初出演。その後、『反逆次郎の恋』で初主演を果たし、さらに『ガール・スパークス』、『ばけもの模様』（以上、全て石井裕也監督作品）、『青空ポンチ』（柴田剛監督作品）と立て続けに出演。第37回ロッテルダム国際映画祭では、「日本から生まれた全く新しい俳優」と絶賛される。
2008年、「とんとろとん」に改名。また同年から写真家としての活動を本格的に開始する。2010年にとんとろとん名義で映画『堀川中立売』（柴田剛監督作品）に出演。明治の怪人物・出口王仁三郎をイメージした「オイニー三郎」役で空から落ちてきて屁をこく重要な役を務める。同年、友人3人で"＝3＝3＝3（プププ）"を結成しzine「Pu vol.1」の紙面で女性のおならをイメージした写真作品を発表。

## 出演

### 映画
- 剥き出しにっぽん（石井裕也監督）
- 反逆次郎の恋（石井裕也監督）
- ガール・スパークス（石井裕也監督）
- ばけもの模様（石井裕也監督）
- 青空ポンチ（柴田剛監督）
- 川の底からこんにちは（石井裕也監督）
- 堀川中立売（柴田剛監督）
- 君と歩こう（2010年、石井裕也監督）
- 魔法少年☆ワイルドバージン（2019年、宇賀那健一監督）